# Marius (commando marine)
Pour les articles homonymes, voir Marius et Alivon.
Marius,,, nom de guerre d'Alain Alivon, né le 23 juillet 1965 à Gardanne, est un ancien militaire et un instructeur militaire français appartenant à l'unité des commandos marine de la Marine nationale.
En 2005, il participe au documentaire « L'École des bérets verts », diffusé sur France 2 dans l'émission Envoyé spécial. Par la suite, il fait des apparitions au cinéma et à la télévision et publie son autobiographie.

## Biographie

### Jeunesse
Alain Alivon passe une petite enfance difficile à l'assistance publique à Marseille, puis une jeunesse de petit délinquant et de gros bras dans les quartiers nord de Marseille[réf. nécessaire] et à Vitrolles. Il suit des études de droit mais les abandonne rapidement et commet des délits, du fait de ses mauvaises fréquentations de l'époque.
À dix-neuf ans, à la suite d'une garde à vue tendue au commissariat, un policier lui conseille de devancer son appel au service militaire en lui faisant entrevoir une chance de s'en sortir (« une personne intelligente qui a su me parler en me vouvoyant, en me donnant les bonnes clés »),. Il choisit alors de faire un volontariat service long (VSL).[réf. souhaitée]

### Carrière militaire
Alain Alivon se rend ensuite à Lorient pour intégrer l'unité des fusiliers marins de la Marine nationale, ce qui marque pour lui un changement complet de mentalité : « À Lorient, je ne me suis pas fait "mater", mais on m'a valorisé, appris des valeurs, on m'a pris comme j'étais, on m'a donné des règles, des limites, un axe à suivre. J'ai adhéré de suite à l'institution, ça m'a sauvé ! ». Après avoir accompli les épreuves de formation de l'école des fusiliers marins de Lorient, il s'engage dans la Marine, se portant volontaire pour un stage de commando marine à 20 ans ; il finira major de sa promotion et obtiendra le béret vert.
Avec son unité, il intervient dans bon nombre d'opérations, notamment au Liban, à Djibouti et en Côte d'Ivoire, ainsi qu'en France,. En vingt-deux années de carrière, il devient une figure emblématique des commandos marine et du commando de Montfort ; un de ses anciens instructeurs le surnomme « Marius », en hommage à ses origines marseillaises.
Par la suite, il devient instructeur, testant les jeunes postulants voulant intégrer cette unité de forces spéciales. Un documentaire en 2005, le montre dans cette fonction : « L'École des bérets verts », diffusé sur France 2 dans l'émission Envoyé Spécial. Il quitte le service actif en 2006.

### Autres activités
Après avoir quitté le service actif, Alain Alivon intervient comme conseiller technique pour des productions cinématographiques.
En 2006, il intègre le port autonome de Marseille, nouvellement appelé depuis 2008 grand port maritime de Marseille (GPMM), et exerce la fonction de responsable sûreté-défense des bassins ouest,.
Vers 2007, il crée une association, « Marius team combat » où il organise des stages d’aguerrissement le week-end. Il y propose des modules d’activités physiques, couplées avec des nuits à l’extérieur, afin de couper les stagiaires de toute la vie virtuelle moderne, et pour retrouver la vraie communication.
En 2016, il reprend son rôle d’instructeur lors de l'émission de télé-réalité Garde à vous, diffusée sur M6 à partir du 16 février 2016.
En 2017, il est nommé responsable de la sûreté de l'ensemble des bassins est et ouest du GPMM (Fos-Lavera)[réf. nécessaire].
En 2018, il est cité dans les remerciements du générique du film Volontaire mettant en scène une jeune femme intégrant les commandos marine. Il aurait inspiré le personnage surnommé « Le Moine »[réf. souhaitée].
En novembre 2018, il participe à une présentation TEDx à Marseille, où il évoque son parcours atypique, depuis sa petite enfance à Marseille jusqu'aux commandos marine à Lorient.
En 2019, il réitère l'expérience de la télé-réalité dans un format quelque peu différent avec Le sens de l'effort, diffusée également sur M6. De l'avis d'Alain Alivon lui-même, « Garde à vous et Le sens de l'effort sont deux émissions totalement différentes. La première était sur la reconstitution du service militaire. La seconde est sur la dispense de valeurs militaires pour aider toute personne qui se cherche ».

## Filmographie

### Télévision
- 2005 : « L'École des bérets verts », documentaire de Stéphane Rybojad diffusé dans Envoyé Spécial sur France 2[11] : lui-même
- 2012 : No Limit (série télévisée, saison 1 épisode 1) : un militaire
- 2016 : Garde à vous, émission de télé-réalité, première diffusion le 16 février 2016 sur M6[15] : le patron de la formation
- 2019 : Le sens de l'effort, émission de télé-réalité, première diffusion le 19 février 2019 sur M6[17],[18] : le responsable du stage

### Cinéma
- 2011 : Forces Spéciales par Stéphane Rybojad : lui-même
- 2017 : Jusqu'à la garde de Xavier Legrand : le policier de la BAC

## Publication
- Marius, Marius, parcours commando (autobiographie), préface de l'amiral Christophe Prazuck et de Tchéky Karyo, éditions Nimrod, 2013, 384 p.[19]  (ISBN 978-2915243550)